# Calathea neblinensis
Calathea neblinensis är en strimbladsväxtart som beskrevs av H.A.Kenn. Calathea neblinensis ingår i släktet Calathea och familjen strimbladsväxter. Inga underarter finns listade.